# ララミー砦
ララミー砦（ララミーとりで、en:The Oregon Trail)は、1959年に公開されたアメリカ合衆国のシネマスコープの西部劇映画。
監督ジーン・ファウラ・ジュニア。出演フレッド・マクマレイ、ウィリアム・ビショップ、ニーナ・シップマン。

## キャスト
| 役名                 | 俳優                       | 日本語吹替                                             |
| 役名                 | 俳優                       | 日本テレビ版                                           |
| -------------------- | -------------------------- | ------------------------------------------------------ |
| ハリス               | フレッド・マクマレイ       | 木村幌                                                 |
| ウェイン             | ウィリアム・ビショップ     | 小林修                                                 |
| ブルーデンス         | ニーナ・シップマン         | 丹波たかね                                             |
| ショーナ             | グロリア・タルボット       | 沢阿由美                                               |
| シートン             | ヘンリー・ハル             | 立岡晃                                                 |
| ギャリソン           | ジョン・キャラダイン       | 高城淳一                                               |
| ゲイブ               | ジョン・ディアークス       | 森山周一郎                                             |
| シューメイカー       | ロクセン・ウェルス         | 渡辺知子                                               |
| おばあさん           | エリザベス・パターソン     | 伊東阿津子                                             |
| リチャード           | ジーン・N・ファウラー      | 三木弘子                                               |
| クーパー             | ジェームズ・ベル           | 藤岡琢也                                               |
| デッカー             | ラルフ・サンフォード       | 大塚周夫                                               |
| ルーシー             | シェリー・スポルディング   | 芳賀蓉子                                               |
| ブリザード           | テックス・テリー           | 雨森雅司                                               |
| ベネット             | オリ―・オトゥール          | 和田啓                                                 |
| 以下はノンクレジット |                            |                                                        |
| エリス               | アルヴォ・オヤラ           | 細井重之                                               |
| クライマン           | オスカー・ベレギ・ジュニア | 井関一                                                 |
| 英国大使             | オリ―・オトゥール          | 小池明義                                               |
| 大統領               | アディソン・リチャーズ     | 若山弦蔵                                               |
| 不明 その他          | N/A                        | 香山裕 肝付兼太 青野武 家弓家正 宮田光 境光介 愛川欽也 |
| 日本語版スタッフ     |                            |                                                        |
| 演出                 | 演出                       | 好川純                                                 |
| 翻訳                 | 翻訳                       | 村上博基                                               |
| 効果                 | 効果                       | 小松プロダクション                                     |
| 録音技術             | 録音技術                   | 坂巻四郎                                               |
| 制作                 | 制作                       | 東京プロモーション                                     |
| 初回放送             | 初回放送                   | 1964年1月26日 『日曜ロードショー』 20:00-21:26         |